# Kreis Monschau
Der Kreis Monschau (bis 1920 Kreis Montjoie, 1953 bis 1969 Landkreis Monschau) war von 1816 bis zum 31. Dezember 1971 ein Kreis im Regierungsbezirk Aachen. Er gehörte zunächst zur preußischen Rheinprovinz und seit 1946 zum neu gebildeten Land Nordrhein-Westfalen. Kreisstadt war Monschau.

## Geographie
Der Kreis Monschau grenzte 1971 im Uhrzeigersinn im Norden beginnend an die Kreise Aachen, Düren und Schleiden. Im Westen grenzte er an die belgische Provinz Lüttich.

## Geschichte
Auf dem Wiener Kongress wurde 1815 die Neuordnung der staatlichen Verhältnisse nach der Niederlage Napoleons beschlossen. Dank seiner Beteiligung an den Freiheitskriegen erhielt Preußen durch das Wiener Traktat neben anderen Bereichen auch das Aachener Gebiet zugesprochen. Im November 1815 erfolgte die Einteilung des Rheinlandes in zwei Provinzen (Provinz Jülich-Kleve-Berg und Provinz Großherzogtum Niederrhein) mit jeweils drei Regierungsbezirken. Einer davon war der Regierungsbezirk Aachen in der Provinz Großherzogtum Niederrhein. Entsprechend der preußischen Verwaltungsgliederung wurden darüber hinaus Kreise gebildet, deren Grenzen durch die französischen Kantone weitgehend vorbestimmt waren. Die Größe dieser neuen staatlichen Verwaltungsbezirke wurde so festgelegt, dass ein Bürger seine Geschäfte bei der Landratsverwaltung ohne Übernachtung erledigen konnte. Bei einer Wegezeit von ungefähr einer Stunde ergaben die Verhältnisse Anfang des 19. Jahrhunderts eine Geschwindigkeit – zu Fuß oder mit dem Pferdewagen – von 5 Kilometern pro Stunde.
An der Spitze der neuen Verwaltungseinrichtung stand nach den Bestimmungen des § 34 der Allerhöchsten Kabinettsorder Friedrich Wilhelm III. ein „Landrath“. Die Geburtsurkunde des Kreises Montjoie war die Anordnung der königlich preußischen Regierung zu Aachen, die im Amtsblatt Nr. 1 vom 27. April 1816 veröffentlicht wurde. Mit dem 1. Mai 1816 trat der Landrat Bernhard Böcking für den Kreis Montjoie sein Amt an. Dem Kreis Montjoie wurden 6,60 geografische Quadratmeilen Fläche für 16.983 Bürger zugeteilt. 1822 wurde per Kabinettsorder die Provinz Großherzogtum Niederrhein mit der Provinz Jülich-Kleve-Berg zur preußischen Rheinprovinz vereinigt.
Der Kreis Montjoie war zunächst in die zwölf Bürgermeistereien Dedenborn, Eicherscheid, Höfen, Imgenbroich, Kalterherberg, Kesternich, Lammersdorf, Montjoie, Roetgen, Rurberg, Schmidt und Simmerath gegliedert. Im weiteren Verlauf des 19. Jahrhunderts wurden die Bürgermeistereien Dedenborn und Lammersdorf aufgehoben sowie die Bürgermeisterei Zweifall neu eingerichtet. Mit der Einführung der Gemeindeordnung für die Rheinprovinz von 1845 wurden einige Bürgermeistereien des Kreises in mehrere Gemeinden untergliedert. Im Kreis Montjoie bestanden seitdem eine Stadt und 18 weitere Gemeinden:
| Bürgermeisterei | Gemeinden                        |
| --------------- | -------------------------------- |
| Eicherscheid    | Eicherscheid                     |
| Höfen           | Höfen, Rohren                    |
| Imgenbroich     | Imgenbroich, Konzen, Mützenich   |
| Kalterherberg   | Kalterherberg                    |
| Kesternich      | Kesternich, Steckenborn, Strauch |
| Montjoie        | Montjoie (Stadt)                 |
| Roetgen         | Roetgen, Rott                    |
| Rurberg         | Rurberg                          |
| Schmidt         | Schmidt, Vossenack               |
| Simmerath       | Lammersdorf, Simmerath           |
| Zweifall        | Zweifall                         |

Der Kreis Montjoie auf einer Karte aus dem Jahr 1905

Noch während des Ersten Weltkriegs wurde am 9. August 1918 die Stadt Montjoie in Monschau umbenannt. Die Umbenennung des Kreises Montjoie in Kreis Monschau folgte am 1. Juni 1920. Im Rahmen des Versailler Vertrages und nach Beschlüssen einer deutsch-belgischen Grenzkommission musste der Kreis Monschau 1922 die Trasse der Vennbahn sowie große unbewohnte Flächen der Vennwälder und des Truppenübungsplatzes Elsenborn an Belgien abgeben. Die Kreisfläche verringerte sich hierdurch um etwa 70 km².
Wie in der gesamten Rheinprovinz wurden seit dem 1. Januar 1928 die Bürgermeistereien des Kreises als Ämter bezeichnet. In den 1930er Jahren wurde eine neue Ämtereinteilung geschaffen, die bis 1969 Bestand hatte:
| Ämter       | Gemeinden                                          |
| ----------- | -------------------------------------------------- |
| amtsfrei    | Monschau (Stadt)                                   |
| Höfen       | Höfen, Kalterherberg, Rohren                       |
| Imgenbroich | Eicherscheid, Imgenbroich, Konzen, Mützenich       |
| Kesternich  | Kesternich, Rurberg, Schmidt, Steckenborn, Strauch |
| Roetgen     | Roetgen, Rott, Zweifall                            |
| Simmerath   | Lammersdorf, Simmerath, Vossenack                  |

Ein einschneidendes Ereignis in der Zeit vor dem Zweiten Weltkrieg bildete der Bau des Westwalles im Kreisgebiet, das in besonderem Maße von den Auswirkungen der Bautätigkeiten betroffen war. Nach dem Zweiten Weltkrieg folgten erneute Grenzkorrekturen. An Belgien mussten 850 Hektar Land abgetreten werden, später fielen Gebiete von 487 Hektar, insbesondere bei Fringshaus-Roetgen-Lammersdorf, aufgrund des Brüsseler Vertrages von 1956 wieder an den Kreis zurück. 
Im Jahr 1962 waren Monschau und sein Umland Schauplatz einer der letzten Pockenepidemien in Deutschland. Die damals in Deutschland schon fast als ausgerottet geltende Krankheit wurde durch einen Mitarbeiter eines Maschinenbauunternehmens, welcher auf Montage in Indien tätig war, eingeschleppt.  Insgesamt forderte der Ausbruch eine Tote, vier sehr schwer und 33 mittelschwer Erkrankte. Für rund 700 Personen wurde Quarantäne angeordnet. Die medizinische Versorgung auch der nicht erkrankten Bevölkerung gestaltete sich teilweise schwierig, da umliegende Krankenhäuser sich aus Angst, die Infektion einzuschleppen, kategorisch weigerten, Patienten aus der Region aufzunehmen. – „Jeder Monschauer stand im Verdacht, die Pocken einzuschleppen.“
Im Rahmen der nordrhein-westfälischen Gebietsreform wurden zunächst am 1. Juli 1969 Roetgen, Rott und Zweifall zu einer neuen amtsfreien Gemeinde Roetgen zusammengeschlossen. Gleichzeitig wurde das Amt Roetgen aufgelöst. Der Landkreis Monschau umfasste danach noch 17 Gemeinden.
Am 1. Oktober 1969 wurde aus dem Landkreis wieder der Kreis Monschau. Das Aachen-Gesetz brachte am 1. Januar 1972 weitere Gemeindezusammenschlüsse und das Ende des Kreises Monschau:
- Höfen, Imgenbroich, Kalterherberg, Konzen, Monschau, Mützenich und Rohren wurden zu einer neuen, größeren Stadt Monschau zusammengeschlossen.
- Eicherscheid, Kesternich, Lammersdorf, Rurberg, Simmerath, Steckenborn und Strauch wurden zu einer neuen, größeren Gemeinde Simmerath zusammengeschlossen.
- Schmidt wurde in die Stadt Nideggen im neuen Kreis Düren eingegliedert.
- Vossenack wurde in die Gemeinde Hürtgenwald im neuen Kreis Düren eingegliedert.
- Der Kreis Monschau mitsamt allen Ämtern wurde aufgelöst. Monschau, Roetgen und Simmerath wurden Teil des neuen Kreises Aachen.

## Einwohnerentwicklung
| Jahr | Einwohner |
| ---- | --------- |
| 1816 | 16.984    |
| 1825 | 17.604    |
| 1852 | 20.266    |
| 1871 | 18.276    |
| 1880 | 18.176    |
| 1890 | 18.483    |
| 1900 | 17.688    |
| 1910 | 18.249    |
| 1925 | 20.192    |
| 1939 | 22.860    |
| 1950 | 25.361    |
| 1960 | 27.200    |
| 1971 | 32.615    |

## Politik

### Ergebnisse der Kreistagswahlen ab 1946
In der Liste werden nur Parteien und Wählergemeinschaften aufgeführt, die mindestens zwei Prozent der Stimmen bei der jeweiligen Wahl erhalten haben.
Stimmenanteile der Parteien in Prozent
| Jahr | CDU  | SPD  | FDP  | FUWV | DZP  |
| ---- | ---- | ---- | ---- | ---- | ---- |
| 1946 | 69,8 | 07,0 |      |      | 13,6 |
| 1948 | 65,1 | 16,4 |      |      | 14,7 |
| 1952 | 63,4 | 08,2 | 09,0 |      | 17,4 |
| 1956 | 61,6 | 10,9 | 11,3 |      | 14,9 |
| 1961 | 64,7 | 11,6 | 06,1 | 9,0  | 08,7 |
| 1964 | 60,7 | 19,5 | 08,1 | 8,2  | 03,5 |
| 1969 | 62,3 | 22,5 | 11,2 | 4,0  |      |

Bei der Wahl im Jahr 1946 erreichten unabhängige Kandidaten 9,7 % der gültigen Stimmen. 1948 waren es 3,8 % und 1952 2,1 %.
Fußnote
1 1952: zusätzlich: BHE: 2,3 %

### Landräte
- 1816–1824: Bernhard Böcking
- 1824–1846: Carl Zoepffel
- 1846–1854: Friedrich Hardt
- 1854–1855: Amand von Harenne (vertretungsweise)
- 1856–1863: Bernhard von Scheibler
- 1864–1870: Karl Hasse
- 1870–1873: Alphons Anthoni (auftragsweise)
- 1873–1876: Joseph von Ayx
- 1876–1877: Hermann Delhougne (auftragsweise)
- 1877–1889: Ludwig Rennen
- 1889–1898: Ludwig Sassé
- 1898–1905: Theodor von Guérard, Zentrum
- 1905–1917: Friedrich von Kesseler
- 1917–1920: Philipp Heimann
- 1920:–0000 Viktor von Solemacher-Antweiler (vertretungsweise)
- 1920–1925: Hans von Chamier Glisczinski, Zentrum
- 1926–1933: Franz Schwenzer
- 1933–1934: Franz Laumen
- 1934–1939: Alfred von Gescher
- 1939–1945: Kurt Dingerdissen
- 1941–1942: Heinz Ehmke (stellvertretend während des Kriegsdienstes von Dingerdissen)
- 1942–1943: Axel von Rappard (verwaltungsweise)[15]
- 1943–1944: Josef Schramm (vertretungsweise)
- 1944–1945: Walter Scheibler (kommissarisch eingesetzt durch Capt. Robert A. Goetcheus)
- 1945:–0000 Alfred von Gescher
- 1945–1946: Reinhold Heinen, CDU
- 1946–1949: Johann Weishaupt, CDU
- 1949:–0000 Alois Gerards, CDU
- 1949–1958: Peter Schütt, CDU
- 1958–1964: Alois Gerards, CDU
- 1964–1971: Hans Georg Weiss, CDU

## Altkreis Monschau / Südkreis Aachen
Der ehemalige Kreis Monschau bildet den Südteil der Städteregion Aachen sowie den Südwestzipfel des Kreises Düren. Die drei südlichen Kommunen der Städteregion Aachen, nämlich
- Monschau
- Roetgen und
- Simmerath,

werden häufig als Altkreis Monschau oder Südkreis Aachen bezeichnet. Im Norden schließt sich der ebenfalls zur Städteregion Aachen gehörige Wirtschaftsraum Eschweiler-Stolberg an. Ähnlich wie der Nordkreis Aachen betreiben die drei südlichen Kommunen eine gemeinsame Volkshochschule Südkreis Aachen.

### Wappen
| | Blasonierung: „In Silber (Weiß) ein doppelschwänziger, rot gekrönter und silbern (weiß) bewehrter roter Löwe.“ |
| Wappenbegründung: Das von Walther Bergmann entworfene Wappen wurde laut Beschluss des Kreistages vom 15.06.1955 am 16. März 1956 vom nordrhein-westfälischen Innenministerium genehmigt. Es zeigt den Limburgischen Löwen. Das schlichtgehaltene Wappen übernimmt somit das Wappen der Edelherren von Montjoie–Valkenburg die bis 1361 Landesherren waren. | |

## Kfz-Kennzeichen
Am 1. Juli 1956 wurde dem damaligen Landkreis bei der Einführung der bis heute gültigen Kfz-Kennzeichen das Unterscheidungszeichen MON zugewiesen. Es wurde bis zum 31. Dezember 1971 ausgegeben. Aufgrund der Kennzeichenliberalisierung ist es seit dem 2. Juli 2013 wieder in der Städteregion Aachen und seit dem 15. Juli 2015 im Kreis Düren erhältlich.